# Амарфий, Лилия Яковлевна
Ли́лия Яковлевна Ама́рфий (8 ноября 1949, Орхей — 28 сентября 2010, Москва) — советская и российская актриса оперетты, солистка Московского театра оперетты, Народная артистка России (1998).

## Биография
Лилия Амарфий родилась в Молдавии в городе Оргеев, в семье портного, Якова Фомовича (Фомича) Амарфия (1915–1963), и домохозяйки, Марии Ефимовны. В семье было двое детей — Владимир (сын Марии Ефимовны от первого брака) и Лилия. 
Начала петь с 6 лет. Первые занятия музыкой были ещё в музыкальной школе г. Оргеева по классу аккордеона, параллельно во Дворце пионеров занималась танцами и вокалом. Затем Лилия Амарфий была ведущей исполнительницей национального ансамбля «Кодру», руководимого Василием Асауляком, и в эстрадном ансамбле пела джаз. Коллектив занимал первые места на самых престижных республиканских и всесоюзных конкурсах и фестивалях, успешно выступал и за рубежом. С оркестром Василия Асауляка юная актриса выступала по всей Молдавии, а в 1966 году состоялась декада Молдавской ССР в Москве, гала-концерт проходил в Кремлёвском двореце съездов.
В 1967 году Лилия Амарфий приехала в Москву поступать в театральные вузы, пробовалась в Школу-студию МХАТ и ГИТИС, Институт театрального искусства им. А. В. Луначарского на музыкальный факультет. Третий тур прослушивания в обоих ВУЗах проходил в один день. Задержавшись на экзамене в ГИТИСе, Лилия опоздала в Школу-студию МХАТ. В результате стала студенткой Института театрального искусства им. А. В. Луначарского — курс народного артиста СССР Л. Н. Свердлина, педагог по вокалу — народная артистка РСФСР И. И. Масленникова.
После окончания ГИТИСа в 1972 году Лилия Амарфий была принята в труппу Московского театра оперетты, солисткой которого являлась до последних дней. Первой ролью на сцене театра стала Стасси в спектакле И. Кальмана «Сильва». Также одними из первых ролей были Виолетта в оперетте И. Кальмана «Фиалка Монмартра» и Адель в оперетте И. Штрауса «Летучая мышь», за которые актриса получила специальные призы на II Всесоюзном фестивале творчества молодежи в Минске в 1983 году. В дальнейшем были сыграны роли в спектаклях «Золотые ключи» Зацепина, «Кадриль» Гроховского, «Жужжа из Будапешта» Журбина, «Обещание» Б. Бакарака, «Прекрасная Галатея» Ф. Зуппе, «Герцогиня Герольштинская» Ж. Оффенбаха, «Граф Люксембург» Ф. Легара и других. В 1990 году Лилия Амарфий сыграла Сильву в оперетте И.Кальмана «Королева чардаша», а в 1996 году на сцене театра был поставлен бенефис Л. Я. Амарфий — спектакль по пьесе П. Гаринеи и С. Джованини (музыка Р. Рашеля) «Римская идиллия».
Начиная с 1972 года Лилия Амарфий регулярно снималась в цикловой программе «Любителям оперетты», а также были поставлены 3 бенефиса — «Приключения в замке» (1976), «Автопортрет» (1986) и «Как в старом кино» (1989), режиссёром-постановщиком которых был Марат Ларин.
Лилия Амарфий вела активную гастрольную деятельность как по России (от Калининграда до Камчатки), так и за рубежом (США, Германия, Израиль, Италия, Чехословакия, Венгрия и др.)
22 января 2010 г. на сцене Московского театра оперетты состоялся юбилейный вечер актрисы — бенефис «Лилия». Последний раз Лилия Амарфий вышла на сцену театра 9 мая 2010 года в представлении «Большой Канкан», посвященном 65-й годовщине победы в Великой Отечественной войне.
Скончалась на 61-м году жизни 28 сентября 2010 года после тяжелой болезни (онкозаболевание). Похоронена в Москве на Троекуровском кладбище 1 октября 2010 (аллея № 6а, «аллея актёров»).
8 ноября 2011 года в день рождения актрисы на сцене Московского театра оперетты состоялся вечер памяти «Лилия», в котором принял участие весь коллектив театра.
28 сентября 2012 года на Троекуровском кладбище открыт и освящен Памятник Лилии Амарфий.
В 2018 году в городе Оргеев на здании Дома культуры (Культурный центр района Орхей) установлена памятная доска.

## Семья
- 1-й брак — Дмитрий Петрович Твердохлебов (род. в 1951), актер. Окончил ГИТИС в 1974 году, был принят в труппу Московского театра оперетты. Заслуженный артист России.
- Во втором браке родился сын — Александр Александрович Сафонов.
- 3-й брак — Алексей Яковлев (р.1961), сын Юрия Яковлева и Екатерины Райкиной, внук Аркадия Райкина.

## Театральные работы
- 1972 — Ф. Легар «Граф Люксембург» (Сидония)
- 1972 — И. Кальман «Сильва» (Стасси)
- 1973 — И. Кальман «Фиалка Монмартра» (Виолетта)
- 1974 — А. Зацепин «Золотые ключи» (Алена)
- 1974 — И. Штраус «Летучая мышь» (Адель)
- 1977 — О. Фельцман «Пусть гитара играет» (Зоя)
- 1977 — О. Фельцман «Старая комедия» (Китти)
- 1978 — А. Журбин «Жужа из Будапешта» (Жужа)
- 1979 — Б. Бакарак «Обещания, обещания…»(Френ)
- 1980 — В. Гроховский «Кадриль» (Павлина)
- 1981 — И. Кальман «Королева Чардаша» (Стасси)
- 1982 — Р. Гаджиев «Перекресток» (Зумруд)
- 1983 — Ф. Зуппе «Прекрасная Галатея» (Галатея)
- 1984 — И. Штраус «Да здравствует вальс» (Виолетта)
- 1985 — Ф. Легар «Граф Люксембург» (Жюльетта)
- 1986 — Ф. Легар «Граф Люксембург» (Анжель)
- 1987 — Ж. Оффенбах «Великая Герцогиня Герольштейнская» (Ванда)
- 1988 — Ж. Оффенбах «Великая Герцогиня Герольштейнская» (Герцогиня)
- 1990 — И. Кальман «Королева Чардаша» (Сильва)
- 1991 — А. Журбин «Пенелопа» (Ирида)
- 1993 — Д. Шостакович «Клоп» (Зоя)
- 1995 — Ю. Взоров «Сибирские янки» (Муза)
- 1996 — Р. Рашёл «Римская идиллия» (Мария, мама, кузина, тетя) — бенефис актрисы
- 1997 — Б. Стрельников (Холопка) — Наталья Батманова
- 2000 — И. Кальман «Марица» (Марица)
- 2001 — «Большой канкан» (концерт)
- 2002 — «Большой кордебалет» (концерт)
- 2002 — И. Кальман «Фиалка Монмартра» (Мадлен)
- 2004 — Ф. Легар «Веселая вдова» (Ганна Главари)
- 2005 — И. Кальман «Сильва» (Цецилия)
- 2006 — Ж. Оффенбах «Парижская жизнь» (Метелла)
- 2010 — «Лилия» — Бенефис актрисы

## Фильмография
1. 1975 — Граф Люксембург — Кларетт
2. 1975 — Девичий переполох — Анфиса, дочь дворянина Глебова
3. 1976 — Приключения в замке — бенефис актрисы
4. 1986 — Автопортрет — бенефис актрисы
5. 1986 — Граф Люксембург — Анжель
6. 1987 — Автопортрет. Виктор Кривонос — участие в телебенефисе В. Кривоноса
7. 1988 — Граф Люксембург — Жюльетта
8. 1989 — Как в старом кино — бенефис актрисы

съемки в телеспектаклях, передачах «Любителям оперетты» и других концертных телевизионных программах

## Награды
- Заслуженная артистка РСФСР (1983)
- Народная артистка России (31 августа 1998 года) — за большие заслуги в области искусства[1].
- Орден Дружбы (10 января 2003 года) — за большие заслуги в развитии музыкально-театрального искусства[8]
- Орден Почёта (3 марта 2010 года) — за заслуги в развитии отечественной культуры и искусства, многолетнюю плодотворную деятельность[9]